# Global War on Terrorism Service Medal
La Global War on Terrorism Service Medal (GWOT-SM) est une distinction militaire des forces armées des États-Unis qui a été créée par le décret 13289 du 12 mars 2003, par le président George W. Bush. Cette médaille récompense les militaires qui ont soutenu les opérations de lutte contre le terrorisme dans le cadre de la guerre contre la terreur, du 11 septembre 2001 à une date qui reste à déterminer.
Depuis sa création en mars 2003 et jusqu'en septembre 2022, la GWOT-SM est une médaille décernée de manière quasi-automatique, semblable à la National Defense Service Medal (NDSM). La GWOT-SM a été décernée pour le critère largement défini du "service de soutien" à presque tous les membres du service après trente jours de service actif de formation post-entrée. Toutefois, à compter du 11 septembre 2022, la GWOT-SM n'est plus décernée qu'aux militaires servant dans la zone d'effet des campagnes approuvées liées à la guerre mondiale contre le terrorisme.

## Historique
En septembre 2002, le ministère américain de la Défense a demandé à l'Institut d'héraldique de l'armée américaine <(U.S. Army Institute of Heraldry) de concevoir un modèle de médaille de service pour la guerre mondiale contre le terrorisme. En janvier 2003, un projet a été achevé, puis approuvé et rendu officiel en mars 2003.
Selon le ministère américain de la défense, la Global War on Terrorism Service Medal cessera d'être décernée lorsque la proclamation présidentielle 7463, "Declaration of National Emergency by Reason of Certain Terrorist Attacks", émise le 14 septembre 2001, sera abrogée par le gouvernement américain,. Elle a été récemment prolongée en 2022 jusqu'en 2023.

## Opérations
Les opérations approuvées pour la Global War on Terrorism Service Medal sont les suivantes,,:
| Fonctionnement                                                              | de                 | à                 |
| --------------------------------------------------------------------------- | ------------------ | ----------------- |
| Opérations de sécurité dans les aéroports Airport Security Operations (ASO) | 27 septembre 2001  | 31 mai 2002       |
| Noble Eagle (ONE)                                                           | 11 septembre 2001  | en cours          |
| Enduring Freedom (OEF)                                                      | 7 octobre 2001     | 28 décembre 2014  |
| Iraqi Freedom (OIF)                                                         | 19 mars 2003       | 31 août 2010      |
| New Dawn (OND)                                                              | 1er septembre 2010 | 31 décembre 2011  |
| Observant Compass (OOC)                                                     | 1er octobre 2011   | 30 septembre 2017 |
| Inherent Resolve (OIR)                                                      | 15 juin 2014       | en cours          |
| Freedom's Sentinel (OFS)                                                    | 1er janvier 2015   | 30 août 2021      |
| Odyssey Lightning (OOL)                                                     | 1er août 2016      | 17 janvier 2017   |
| Opération Pacific Eagle (OPE-P)                                             | 5 octobre 2017     | en cours          |

La Garde côtière décerne la médaille pour différentes opérations (qv)

## Critères
Pour recevoir la Global War on Terrorism Service Medal, un militaire doit avoir servi en service actif au cours d'une opération antiterroriste désignée pendant au moins 30 jours consécutifs ou 60 jours non consécutifs. Pour ceux qui ont été engagés au combat, tués ou blessés dans l'exercice de leurs fonctions, cette condition n'est pas requise,,. En juillet 2022, le ministère de la Défense a mis à jour les critères afin de supprimer cette condition et d'attribuer la médaille aux militaires qui ont été déployés dans le cadre de campagnes approuvées ou dans un rayon de 12 miles du littoral d'un pays où une campagne en cours est entreprise.
La première opération autorisée pour la Global War on Terrorism Service Medal était l'"Airport Security Operation" (Opérations de sécurité dans les aéroports), qui s'est déroulée entre le 27 septembre 2001 et le 31 mai 2002. D'autres opérations, pour lesquelles laGlobal War on Terrorism Service Medal est autorisée, comprennent les campagnes militaires actives de l'opération Enduring Freedom, de l'opération Noble Eagle et de l'opération Iraqi Freedom. Les opérations futures sont laissées à la discrétion des commandants des composantes des États-Unis, avec l'approbation du département de la Défense des États-Unis (United States Department of Defense).

### Service de soutien
En 2004, le département de la Défense et les services militaires ont commencé à publier des directives, des messages et des ordres précisant que la médaille de service de la guerre mondiale contre le terrorisme serait décernée non seulement pour la participation directe à des opérations spécifiques, mais aussi à tout personnel ayant effectué des tâches de soutien dans le cadre d'une opération antiterroriste sans y participer directement. L'expression "soutien" a été définie comme toute activité administrative, logistique, de planification, opérationnelle, technique ou de préparation apportant un soutien à une opération de la guerre mondiale contre le terrorisme. Grâce à ce terme général, la Global War on Terrorism Service Medal est devenue une récompense éligible pour la plupart des membres des forces armées des États-Unis qui ont servi après le 11 septembre 2001 et jusqu'en mars 2004.
Avec les ordres accordant la GWOT-SM pour un "service de soutien" largement défini, l'attribution de la médaille est devenue pratiquement automatique, s'apparentant à un type de récompense similaire à la National Defense Service Medal (les diplômés des écoles de formation, des ROTC et des académies de service reçoivent généralement les deux récompenses en même temps). La principale différence entre la NDSM et la GWOT-SM est que la NDSM est automatique dès que la personne s'engage dans l'armée, alors que la GWOTSM ne peut être décernée qu'après trente jours de service actif dans une unité (ou trois mois dans le cas de la composante de réserve). Les règles applicables aux réservistes et aux gardes nationaux ne sont pas non plus aussi bien définies pour la GWOT-SM que pour la NDSM, étant donné que la présentation de la NDSM aux réservistes et aux gardes nationaux a été codifiée et clarifiée dès la guerre du Golfe. Cette condition d'éligibilité a été supprimée par le ministère de la défense, qui l'a largement qualifiée d'échappatoire de "soutien".

### US Army
Le règlement de l'armée de terre américaine (US Army) stipule que tous les soldats "en service actif, y compris les soldats de la composante de réserve mobilisés, ou les soldats de la garde nationale activés le 11 septembre 2001 ou après cette date jusqu'à une date à déterminer, ayant servi pendant 30 jours consécutifs ou 60 jours non consécutifs, sont autorisés à recevoir la GWOT-SM". La GWOT-SM a été attribuée automatiquement à tous les militaires en service actif entre le 11 septembre 2001 et le 31 mars 2004. Bien que l'attribution ne soit plus automatique, la "date de fin à déterminer" n'a pas été fixée. Le commandant du bataillon est l'autorité d'approbation de la GWOT-SM. Les militaires sont toujours éligibles pour la médaille s'ils répondent aux critères de l'AR 600-8-22.
Les soldats de l'armée américaine servant en service actif principalement dans le cadre d'une formation (formation de base, formation individuelle avancée, cours de formation des officiers, etc....) ne sont pas autorisés à recevoir la GWOT-SM pour la période de service actif pendant laquelle ils sont en formation. Les critères d'attribution des récompenses stipulent spécifiquement qu'un soldat doit être en service actif à l'appui d'une opération GWOT désignée (opération Noble Eagle [ONE], opération Enduring Freedom [OEF], opération Iraqi Freedom [OIF], opération New Dawn [OND], opération Inherent Resolve [OIR], et opération Freedom's Sentinel [OFS]) pendant 30 jours consécutifs ou 60 jours non consécutifs. Les soldats de l'armée de terre en formation ne sont pas considérés comme soutenant ces opérations désignées.

### US Navy, Marine Corps et Military Sealift Command
Les règles d'évaluation du GWOT-SM sont les mêmes dans la marine (US Navy), le corps des marines (US Marine Corps) et le commandement du transport maritime militaire (Military Sealift Command) pour ceux qui sont en service actif, en service de réserve et en soutien. Il s'agit essentiellement de 30 jours de service consécutifs ou de 60 jours de service non consécutifs à l'appui d'organisations approuvées. L'éligibilité commence lorsqu'ils atteignent leur premier lieu d'affectation permanent. Les marins civils (CIVMAR) attachés aux navires de ravitaillement du Military Sealift Command peuvent prétendre à la Global War on Terrorism Civilian Service Medal,. À compter du 11 septembre 2022, le Marine Corps limitera l'attribution de la GWOT-SM aux "membres du service qui servent directement dans une opération militaire désignée de lutte contre le terrorisme (CT) (par ex, déployés sur ordre dans le cadre d'une opération CT désignée ; ayant soutenu directement une opération CT désignée à temps plein alors qu'ils étaient affectés à une organisation menant une telle opération CT) pendant un minimum de 30 jours (consécutifs ou non)".

### US Air Force
Les membres de l'armée de l'air (US Air Force) ont d'abord reçu le GWOT-SM pour avoir mené des opérations de sécurité dans les aéroports au cours de l'automne et de l'hiver 2001. Ils ont ensuite été récompensés pour leur participation ou leur soutien aux opérations Noble Eagle, Enduring Freedom et Iraqi Freedom. Les membres doivent être affectés, attachés ou mobilisés à une unité participant ou servant à l'appui de ces opérations désignées pendant trente jours consécutifs ou soixante jours non consécutifs. Les membres du personnel qui ne sont pas déployés peuvent prétendre à un service à l'appui de la guerre mondiale contre le terrorisme. Ces tâches consistent par exemple à entretenir et à charger les systèmes d'armes pour les missions de combat, à sécuriser les installations contre le terrorisme, à renforcer les postes de commandement ou les équipes d'action de crise, et à préparer le personnel au déploiement.

### US Coast Guard
Réglementation des gardes-côtes (US Coast Guard) concernant l'attribution du GWOT-SM, "du 11 septembre 2001 au 30 janvier 2005" : Décernée à tous les membres des gardes-côtes en service actif et en réserve au cours de la période d'éligibilité. Pour être admissibles, les membres doivent avoir servi en service actif pendant une période d'au moins 30 jours consécutifs ou 60 jours non consécutifs après la formation initiale au point d'entrée. Le service effectué dans le cadre d'une formation en tant qu'étudiant, élève-officier, aspirant-officier et en service d'instruction (DUINS) n'est pas pris en compte dans le calcul de la période d'éligibilité. Cela comprend les croisières de formation et d'été de l'Académie des gardes-côtes des États-Unis et de l'école d'officiers. Pour les réservistes, le "service actif" comprend le service ADT et IDT dans un cadre opérationnel et non scolaire.
Du 31 janvier 2005 à une date à déterminer : Les militaires éligibles doivent être ou avoir été affectés, attachés ou mobilisés à une unité participant ou servant à l'appui direct d'opérations spécifiques de la guerre mondiale contre le terrorisme (par exemple, NOBLE EAGLE, LIBERTY SHIELD, NEPTUNE SHIELD, PORT SHIELD, ENDURING FREEDOM, IRAQI FREEDOM, ou des opérations GWOT désignées par le commandant de zone) pendant 30 jours consécutifs ou 60 jours cumulatifs, ou répondre à l'un des critères suivants : 

(a) être engagé dans un combat réel, quel que soit le temps passé dans l'opération ; ou 

(b) au cours de sa participation à l'opération, quel que soit le temps passé, être tué, blessé ou avoir subi une blessure nécessitant une évacuation médicale".

## Apparence
La médaille est un disque métallique de couleur bronze de 1,25 pouce (31,75 mm) de diamètre. L'avers représente un aigle aux ailes déployées. Sur la poitrine de l'aigle se trouve un bouclier composé de treize barres verticales. La griffe droite de l'aigle contient un rameau d'olivier et la griffe gauche trois flèches. L'aigle est surmonté d'un globe terrestre portant l'inscription "WAR ON TERRORISM SERVICE MEDAL". Le revers est orné d'une couronne de laurier sur fond uni. La médaille est suspendue à un ruban bleu Old Glory de 1,375 pouce (34,93 mm) de large avec des bandes jaune d'or, écarlates et blanches.

## Attributions
Une seule attribution de cette médaille peut être autorisée pour une personne ; par conséquent, aucune étoile de service (service star) en bronze ou en argent de 3⁄16 pouces n'est prescrite pour la deuxième attribution ou les attributions subséquentes.

### Étoiles de combat
Bien que les circonstances qualifiantes soient extrêmement rares, les étoiles de combat (Battle star) de bronze de 3⁄16 pouces étaient applicables au personnel engagé dans un combat réel contre l'ennemi impliquant un grave danger de mort ou de blessures corporelles graves. Seul un commandement de combat pouvait introduire une demande d'étoile de combat GWOT-SM (ou Global War on Terrorism Expeditionary Medal). Cette demande doit contenir le nom de l'unité ou de l'individu engagé dans le combat, la durée du combat et une description détaillée des actions menées contre l'ennemi. Le président de l'état-major interarmées (Chairman of the Joint Chiefs of Staff - CJCS) était l'autorité chargée d'approuver les étoiles de combat spécifiques.
À ce jour, aucune étoile de combat n'a été autorisée pour la Global War on Terrorism Service Medal. Les résultats de l'examen des décorations et récompenses militaires publiés en janvier 2016 ont décidé d'" éliminer l'autorité pour les étoiles de combat " en ce qui concerne la GWOT-SM.